# Dol Guldur
Dol Guldur (sindarin:  "Colina da Bruxaria" ou "Monte da Feitiçaria") era a fortaleza de Sauron na Floresta das Trevas (Mirkwood, em inglês) no mundo fictício da Terra Média, de J. R. R. Tolkien. É mencionada pela primeira vez (como "masmorras do Necromante") em O Hobbit. O próprio morro e suas rochas formam o ponto mais alto na parte sudoeste da floresta. Antes da ocupação de Sauron era chamada de Amon Lanc ("Colina Nua" ou "Monte Nu"). Ficava perto da borda ocidental da floresta, através de Anduin até Lothlórien. Em uma passagem que parece aplicar-se o nome de Dol Guldur, principalmente, à fortaleza, em vez da colina estéril que subia acima, a Comitiva do Anel à primeira vista a avistou a partir de Cerin Amroth em Lórien.
Na Segunda Era, antes de Sauron ocupar a colina, Elfos do Reino da Floresta sob Oropher, pai de Thranduil, povoaram a área de Rhovanion em torno de Amon Lanc, mas retiraram-se ao norte, evidentemente, para evitar conflitos com Lórien e Moria. Os Sábios perceberam o mal crescendo lá no início da Terceira Era, a partir de cerca do ano de 1100. Durante o final da Terceira Era, Sauron usou esta fortaleza como base para atacar Lothlórien e a área circundante. Tolkien sugeriu que o Senhor das Trevas se estabeleceu em Dol Guldur como o foco de sua ascensão durante o período antes da Guerra do Anel, em parte, para que pudesse procurar o Um Anel nos Campos de Lis apenas até o rio.

## Etimologia
De acordo com Contos Inacabados de Númenor e da Terra Média, Dol Guldur era originalmente conhecida na linguagem fictícia sindarin de Tolkien como Amon Lanc ("monte nu", de amon "monte" e lanc "nu" ou "pelado"). Depois que Sauron veio a residir lá, tornou-se conhecida como Dol Guldur ("Colina da Bruxaria"), adquirindo uma conotação de corrupção e mal. A palavra dol significa estritamente "cabeça" em élfico, mas é frequentemente aplicada aos montes ou montanhas na obra de Tolkien, como em Dol Amroth e Dol Baran. A palavra guldur significa "magia negra": gûl significa "feitiçaria, magia", do caule ngol ou nólë que significa "longo estudo, sabedoria, conhecimento"; e dûr que significa "escuro".

## Cenário fictício

### Geografia
Dol Guldur aparece nos mapas publicados em O Senhor dos Anéis. O monte subia acima do rio Anduin em frente a Lórien dentro da grande floresta a leste do rio. A influência de Sauron causou uma grande sombra de doença e morte caindo sobre a floresta, que ficou conhecida como Floresta das Trevas.
Ao nordeste do outro lado da Floresta estavam os reinos de Thranduil e Erebor, a Montanha Solitária. Mais ao norte, estava Ered Mithrin, as Montanhas Cinzentas, onde os Anões por sua vez prosperaram.
De acordo com os apêndices do livro, em uma reunião na Floresta após a derrota de Sauron, Celeborn e Thranduil rebatizaram-na de floresta Eryn Lasgalen, "Floresta das Folhas Verdes". Thranduil reivindicou as regiões do norte da Floresta até o sul das montanhas no centro da Floresta (a Emyn Duir), e Celeborn tomou a parte sul da Floresta abaixo do Narrows, as chamando de Leste de Lórien.

### História

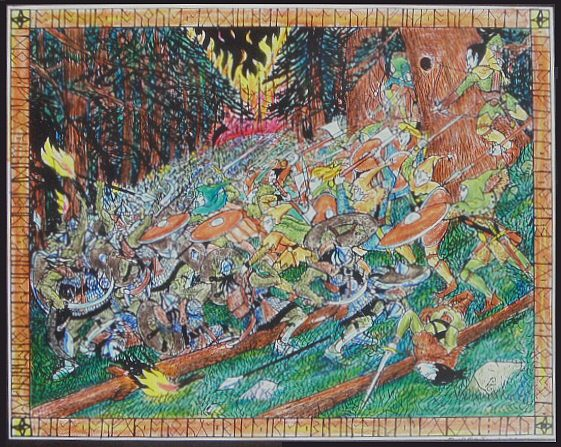
A Batalha sob as Árvores.

A história fictícia de Dol Guldur é definida através de várias das obras de Tolkien, incluindo O Senhor dos Anéis, O Hobbit, O Silmarillion e Contos Inacabados. A história de Sauron no local começa na Terceira Era, por volta do ano de 1100. Devido à sua situação dentro da Floresta das Trevas e a leste de Lórien, Dol Guldur era uma fortaleza chave no retorno de Sauron ao poder.
Depois que Sauron foi derrotado na Guerra da Última Aliança, ele retirou-se para Amon Lanc e construiu uma fortaleza, onde se escondeu em sigilo enquanto recuperava sua força. À medida que a força do mal que lá residia tornou-se evidente para o mundo exterior, ele foi nomeado O Necromante. Não era conhecido na primeira vez que Sauron tinha recuperado sua forma física e estava cuidando de sua própria saúde; acreditava-se que um Nazgûl havia dominado a torre e terras. Mas, como o poder cresceu em força, Gandalf, o Cinzento, ficou desconfiado e no ano de 2063 viajou para Dol Guldur para investigar. Sauron antecipou sua vinda e retirou-se ao Oriente para permanecer oculto em segredo. Assim começou o que mais tarde ficou conhecido como A Paz Vigilante, que durou até 2460 da Terceira Era, quando Sauron finalmente retornou para Dol Guldur depois de anos de clandestinidade.
Em 2845 da Terceira Era, Thráin Segundo, rei do povo de Durin, o último portador de um dos Sete Anéis do Poder dados aos Anões, foi capturado pelas forças de Sauron e foi mantido em Dol Guldur, onde ele rendeu o seu anel a Sauron sob tortura. Gandalf foi novamente para Dol Guldur em 2850 para investigar as suspeitas do poder que estava nascendo, descobrindo que este era de fato Sauron, e encontrou Thráin nas masmorras perto da morte. Thráin tinha esquecido o seu próprio nome, mas deu um mapa a Gandalf, e uma chave para a Montanha Solitária ao seu filho, Thorin Escudo de Carvalho. Mais uma vez antecipando o Sábio, Sauron deixou Dol Guldur para Mordor no ano de 2941. Dez anos mais tarde, quando Sauron revelou-se abertamente em Mordor, enviou três Nazgûl para reocuparem Dol Guldur. Khamûl (um dos três) comandou a Fortaleza na ausência de Sauron. Em março de 3018, escoteiros de Dol Guldur tornaram-se cientes de que Gollum tinha sido trazido para a Floresta das Trevas e estava sendo mantido prisioneiro por Thranduil. Em 20 de junho de 3018, orcs de Dol Guldur atacaram os Elfos que prendiam Gollum; no caos, ele escapou e desapareceu.
Em março de 3019, durante os últimos dias da Guerra do Anel, Dol Guldur enviou forças contra os reinos de Lothlórien e Thranduil no que veio a ser conhecido como a Batalha de Lothlórien e da Floresta das Trevas: três ataques a Lórien (11, 15 e 22 de março) e um, "A Batalha sob as Árvores", contra Thranduil (15 de Março). Todos foram ferozmente combatidos, mas o poder de Galadriel e a força dos Elfos revelou-se demasiado grande para Dol Guldur superar. Após a derrota de Sauron em 25 de março, Celeborn marchou em Dol Guldur e a derrubou. Galadriel então destruiu a fortaleza para que a floresta ficasse livre da sombra da torre (Estas batalhas são todas descritas no Apêndice B de O Senhor dos Anéis, de acordo com as entradas para as datas envolvidas, e após a entrada em 25 de março).

### Política
Tolkien descreveu como, na história de Dol Guldur, a crescente atividade e poder de Sauron aumentou as tensões entre os seus inimigos. Os Sábios (vários senhores élficos e Magos — incluindo Gandalf, o Cinzento) haviam sentido um poder maligno crescendo em Dol Guldur, e eles tentaram determinar se Sauron estava vivo e recuperava suas forças. Tolkien tinha retratado a guerra travada pela Última Aliança de Elfos e Homens contra Sauron no final da Segunda Era como uma luta devastadora, algo que os Sábios esperavam não ter que repetir. Em resposta à crescente ameaça em Dol Guldur, formaram o Conselho Branco no ano de 2463 da Terceira Era, logo após o retorno do inimigo à fortaleza. Muito mais tarde, em 2850, Gandalf se infiltrou na área para investigar Dol Guldur, e descobriu que a presença maligna cuja identidade ele havia suspeitado por muito tempo era de fato Sauron. No ano seguinte, ele pressionou o Conselho Branco a um ataque contra o inimigo.
Porém Saruman, o chefe do Conselho, que havia sido corrompido pelo desejo do Um Anel de Sauron, opondo-se a este movimento, garantindo-lhes que sem o Anel Sauron não poderia recuperar sua força total. Ele dispensou o Conselho, sugerindo que o Anel provavelmente tinha sido perdido no rio Anduin e tinha sido levado para o mar. Mas, na verdade, ele mesmo estava procurando o Um Anel, e nessa busca secretamente traiu o Conselho. Acreditava que o Anel estava escondido nos Campos de Lis, não muito longe de Dol Guldur, e foi procurá-lo lá. Por Isildur ter perecido nos Campos de Lis, quando seu exército foi emboscado por orcs após a derrota de Sauron — e foi Isildur que tinha tomado o Anel de Sauron e foi seu último portador conhecido. Saruman, portanto, não queria que Sauron fosse perturbado, na esperança de que, se ele continuasse sua busca, o Anel poderia se revelar na tentativa de chegar ao seu verdadeiro e único mestre.
Sauron, portanto, foi deixado aos seus meios. Gandalf permaneceu incomodado com a presença do inimigo, e ao Conselho Branco no ano de 2941 mais uma vez ele argumentou que um ataque a Dol Guldur era inevitável e necessário para a segurança da Terra Média e seus povos. Saruman concordou desta vez, mas só porque ele tinha descoberto dois anos antes que Sauron também estava procurando o Um Anel nos Campos de Lis. Saruman esperava também que com Sauron e seus servos fora do caminho, ele mesmo poderia ter mais tempo livre para continuar a busca. O Conselho reuniu suas forças e dirigiu Sauron de Dol Guldur. Mas a vitória foi vazia: Sauron havia previsto e se preparou com antecedência para o ataque, e viajou em segredo para Mordor para reconstruir Barad-dûr para ser seu novo santuário — e Dol Guldur foi logo reocupada pelos Nazgûl enviados por Sauron de Mordor. Não foi até a Guerra do Anel, quando Saruman foi desmascarado e Sauron caiu, que os sábios finalmente purificaram a influência escura de Dol Guldur.

### Cultura
No universo de Tolkien, a Floresta das Trevas é predominantemente povoada por elfos, incluindo o rei Oropher, seu filho Thranduil e o neto Legolas. No entanto, a raça dos elfos silvestres são os habitantes predominantes da Floresta das Trevas. Suas casas se encontram nas profundezas da floresta (como lembrado por Aragorn e Legolas quando a Companhia do Anel chegaram ao Silverlode) em Fellowship of the Ring. Sauron porém secretamente construiu uma fortaleza na região e, lentamente, tomou as regiões meridionais da terra dos elfos sem batalha ao longo do tempo. Como resultado, a floresta começou a sediar Orcs, Nazgûl, e aranhas gigantes.
Os elfos de Lothlórien liderados por Galadriel e Celeborn cruzaram o rio Anduin para recuperar Amon Lanc após a derrota de Sauron, e a fortaleza foi destruída. Celeborn renomeou a terra de "Lórien Oriental", e elfos silvestres prosperaram no que anteriormente tinha sido a Floresta das Trevas.

## Adaptações
Vários retratos de Dol Guldur estão incluídos no jogo The Lord of the Rings Strategy Battle Game, da Games Workshop, aparecendo com destaque na "Queda do Necromante". Um certo número de inimigos estão listados, incluindo a Aranha Rainha, castelões de Dol Guldur, Sauron, o Necromante, o Warg Chefe Selvagem, e seus respectivos exércitos. Os Morcegos Gigantes também estão incluídos no jogo. Todo o conjunto de figuras do jogo é destaque no site da Games Workshop; estes são semelhantes em muitos aspectos aos da franquia Warhammer.
Dol Guldur tem sido destaque em muitas das adaptações de jogos de O Senhor dos Anéis, incluindo a representação da editora Iron Crown Enterprises, que contém cenários e aventuras para o jogo Middle-Earth Role Playing. No jogo de estratégia de batalha The Lord of the Rings: The Battle for Middle Earth II, Dol Guldur aparece como um edifício icônico. O cenário-campanha chamado de "Assalto à Dol Guldur" aparece como a parte final da boa campanha.
Lançado em 1996, o álbum Dol Guldur da banda de black metal Summoning apresenta o nome da fortaleza.
O artista canadense John Howe retratou Dol Guldur em vários de seus esboços e desenhos. Howe desenhou estes para a Electronic Arts. Em Myth and Magic: The Art of John Howe, ele inclui Dol Guldur entre outras fortalezas da Terra Média, como Dol Amroth. Além disso, Howe criou muitos desenhos para Peter Jackson durante as filmagens de O Senhor dos Anéis, na Nova Zelândia, trabalhando pela Tolkien Enterprises, e também desenhou para o jogo de cartões colecionáveis da Terra Média da Iron Crown Enterprises, que menciona Dol Guldur no cartão de Gandalf.